# Drátěnka

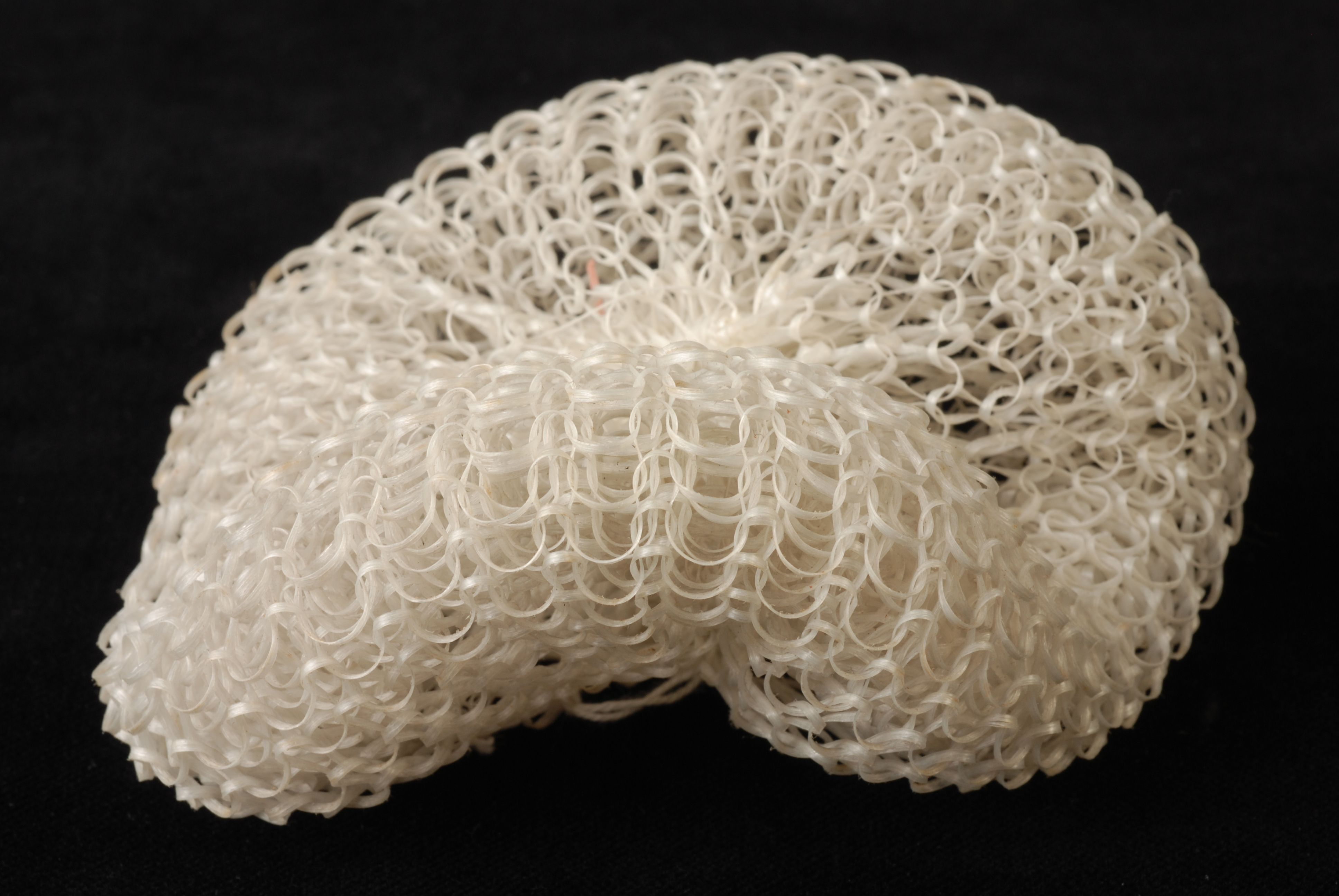
Plastová drátěnka

Drátěnka je drobný předmět denní potřeby určený pro odstraňování nečistot a špíny z různých povrchů. Nejčastější aplikací je nerezavějící drátěnka z roury jemného drátěného pletiva svinuté do tvaru anuloidu, užívaná v kuchyni a určená k drhnutí a umývání nádobí od zbytků jídla, zejména připečených nebo zaschlých. Existují ale i drátěnky na úklid podlah a dalších povrchů v domácnosti.
Také se běžně prodávají drátěnky plastové. Nejčastěji se jedná o předmět kruhového tvaru, ať už se jedná o plný kotouč či o anuloid. Běžně se prodává v drogeriích i v prodejnách domácích potřeb.

## Podobné náčiní
- drátěný kartáč
- drátky na parkety